# ول-له-بن
ول-له-بن (به فرانسوی: Vals-les-Bains) یک کمون در فرانسه است که در canton of Vals-les-Bains واقع شده‌است. ول-له-بن ۱۹٫۲ کیلومتر مربع مساحت و ۳٬۷۳۷ نفر جمعیت دارد و ۳۲۸ متر بالاتر از سطح دریا واقع شده‌است.